# Aeropuerto de Rímini
El Aeropuerto de Rímini o Aeropuerto di  (en italiano: Aeroporto Internazionale di Rimini e San Marino "Federico Fellini") (IATA: RMI, OACI: LIPR) es un aeropuerto italiano situado en Miramare, a 8 km de la ciudad de Rímini (Emilia-Romaña, Italia) y a 16 km de la ciudad de San Marino (San Marino).
El aeropuerto lleva el nombre del cineasta italiano Federico Fellini.

## Aerolíneas y destinos
| Aerolíneas | Destinos                                                                                                  |
| ---------- | --- |
| airBaltic  | Estacional: Riga                                                                                          |
| EasyJet    | Estacional: Basel, Londres-Gatwick                                                                        |
| Luxair     | Estacional: Luxemburgo                                                                                    |
| Neos       | Estacional: Rodas, Sharm el-Sheij, Yerba                                                                  |
| Ryanair    | Cagliari Estacional: Budapest, Cracovia, Kaunas, Londres–Stansted, Palermo, Praga, Viena, Varsovia–Modlin |
| Vueling    | Barcelona                                                                                                 |
| Wizz Air   | Tirana |

## Estadísticas
Ver fuente y consulta Wikidata.